# Stóra-Björnsfell
Stóra-Björnsfell är ett berg i republiken Island. Det ligger i regionen Suðurland, 70 km nordost om huvudstaden Reykjavík. Toppen på Stóra-Björnsfell är 1 050 meter över havet.
Trakten runt Stóra-Björnsfell är nära nog obefolkad, med mindre än två invånare per kvadratkilometer. Det finns inga samhällen i närheten. Trakten runt Stóra-Björnsfell består i huvudsak av gräsmarker.